# Korobkî, Ripkî
Korobkî (în ucraineană Коробки) este un sat în comuna Malînivka din raionul Ripkî, regiunea Cernihiv, Ucraina.

## Demografie
Componența lingvistică a localității Korobkî
     Ucraineană (99,4%)
     Alte limbi (0,6%)
Conform recensământului din 2001, majoritatea populației localității Korobkî era vorbitoare de ucraineană (99,4%), existând în minoritate și vorbitori de alte limbi.